# Lilian Lee
Lilian Lee, o Lillian Lee (chino, 李碧華, Hong Kong, 1959), es el seudónimo de una escritora hongkonesa autora de Adiós a mi concubina y otras novelas llevadas al cine.
Nació como 'Li Bak (李白) en Taishan, en 1959, en la provincia de Guangdong, y se graduó en la True Light Middle School de Hong Kong.

## Películas adaptadas de sus novelas
- Rojo (1987)
- Adiós a mi concubina (1993)
- Serpiente verde (1993)
- La tentación de un monje (1993)
- Three... Extremes (2004)
- Dumplings (2004)